# Al Lettieri
Al Lettieri (eredetileg Alfred Lettieri) (New York, 1928. február 24. – New York, 1975. október 18.) amerikai színész. Dolgozott együtt olyan híres színészekkel, mint Charles Bronson, Steve McQueen,  John Wayne vagy Marlon Brando. 1957-1964 között sorozatokban volt látható. Első filmes szerepét 36 évesen kapta meg, az Akasztott ember c. Don Siegel által rendezett filmben.
Az egyik legemlékezetesebb szerepét az 1972-es A Keresztapa című filmben mutatta, ahol a „Török” Sollozzo nevű maffiózót, a Corleone család egyik ellenfelét alakította.
1975-ben hunyt el szívroham következtében. Két gyermeket hagyott hátra, Hala Lettierit, New York-i teológust, és Anthony Lettierit, Las Vegas-i gyilkossági nyomozót.

## Filmjei
- 1964 - Akasztott ember: Al
- 1965 - Wild Seed: Anthony Lettier, a csapos
- 1965 - Fekete köpeny: Anthony Lettier a 2. őr
- 1967 - Bobo: forgatókönyvíró, Eugenio Gomez
- 1968 - Az éjszaka a következő nap
- 1971 - Pokoli város (A Town Called Hell): La Bomba
- 1971 - Kaktusz Jack (Villain): forgatókönyvíró
- 1972 - A szökés (The Getaway): Rudy Buttler
- 1972 - A Keresztapa (The Godfather): Sollozzo
- 1972 - Máltát látni és meghalni (Pulp): színész
- 1973 - A Don halála (The Don is Dead): színész
- 1973 - Halálos kopók (The Deadly Trackers): Gutierrez
- 1974 - Detektív két tűz között (McQ): színész
- 1974 - Mr. Majestyk: Frank Renda, bérgyilkos
- 1975 - Piedone Hongkongban (Piedone a Hong Kong): Frank Barella, FBI-nyomozó

## Fordítás
- Ez a szócikk részben vagy egészben  az   Al Lettieri című angol Wikipédia-szócikk fordításán alapul.  Az eredeti cikk szerkesztőit annak laptörténete sorolja fel. Ez a jelzés csupán a megfogalmazás eredetét és a szerzői jogokat jelzi, nem szolgál a cikkben szereplő információk forrásmegjelöléseként.